# Mezinárodní letiště Kábul
Mezinárodní letiště Kábul (persky میدان هوائی بین المللی حامدکرزی‎, paštunsky د حامدکرزی نړيوال هوائي ډګر‎; v letech 2014-2021 Mezinárodní letiště Hámida Karzaje; IATA: KBL, ICAO: OAKB) je vojenské i civilní mezinárodní letiště u Kábulu, hlavního města Afghánistánu. 

## Využití
Jako vojenské letiště ho používá nejen afghánská armáda – v období Sovětské války v Afghánistánu v letech 1979–1989 ho používala Sovětská armáda, v letech 2001–2014 ho používaly Mezinárodní bezpečnostní podpůrné síly a také ho používají Ozbrojené síly Spojených států amerických.
K roku 2021 má letiště dva terminály; mezinárodní, který byl vybudován po roce 2001, a pro vnitrostátní lety, který vznikl v 80. letech 20. století. Několik hangárů v areálu letiště slouží pro vojenská letadla.

## Historie
Letiště bylo postaveno v 60. letech 20. století s mezinárodní pomocí SSSR. Jeho vznik pomohl rozvoji turistiky v zemi, která však skončila během revoluce v roce 1978. 
V roce 2008 bylo obohaceno o moderní terminál pro mezinárodní provoz. Jeho výstavbu financovala agentura Japan International Cooperation Agency (JICA).
V roce 2010 odbavilo letiště denně okolo sto tisíc cestujících. Mělo dominantní postavení v celém Afghánistánu.
Jméno bývalého prezidenta Hámida Karzaje neslo od roku 2014 do návratu Talibánu k moci v roce 2021.
V rámci změn politické situace v zemi po její ovládnutí hnutím Tálibán bylo vyjednáváno, že letiště bude po roce 2021 spravovat turecký personál.
V říjnu 2021 oznámil jediný zahraniční letecký přepravce zajišťujícím pravidelné mezinárodní lety společnost Pakistan International Airlines, že pozastavila lety z a do Kábulu. Důvodem rozhodnutí by skutečnost, že Tálibán firmě nařídil snížit ceny z doby před ovládnutí Kábulu islamistickým hnutím.

## Evakuace
V srpnu 2021 byl v souvislosti s obsazením Kábulu Tálibánem přerušen komerční provoz letiště. Za dramatických okolností probíhal evakuace personálu a Afghánců pracujících s mezinárodními silami v Afghánistánu. Od 15. srpna 2021 probíhala z letiště v Kábulu rozsáhlá evakuace zahraničních státních příslušníků a jejich afghánských spolupracovníků.
Armáda České republiky realizovala tři lety z Prahy do Kábulu, v rámci kterých bylo přepraveno 195 osob, z toho 169 Afghánců. Další spojenecké země, např. Francie nebo Španělsko evakuovaly stovky lidí. Letecká operace nicméně motivovala řadu místních, aby se pokusili k letišti dostat ve snaze, že se dostanou ze země. Do týdne se na letišti dramatickým způsobem zhoršila humanitární situace. Došlo k několika přestřelkám a americké velvyslanectví požádalo občany USA, aby se nepokoušeli na letiště dostat. Celkem bylo do konce srpna z letiště evakuováno přes 122 tisíc osob.
První komerční let po stažení sil NATO ze země proběhl 9. září, kdy do katarského Dauhá odletělo letadlo se zhruba 200 cizinci.